# Угонщица
Угонщица је трећи студијски албум руске певачице Ирине Аллегрове, објављен 1994. године за издавачку кућу Jeff Records. Продуцент албуму је Игор Николајев.

## Списак пјесама
| №   | Назив | Текст              | Музика             | Трајање |  |
| 1.  |       | Лариса Рубальскаја | Виктор Чајка       | 4:04    |  |
| 2.  |       | Лариса Рубальскаја | Виктор Чајка       | 4:28    |  |
| 3.  |       | Виктор Чајка       | Виктор Чајка       | 3:49    |  |
| 4.  |       | Игор Николајев     | Игор Крутој        | 4:42    |  |
| 5.  |       | Лариса Рубальскаја | Вјачеслав Добринин | 3:37    |  |
| 6.  |       | Игор Николајев     | Игор Николајев     | 4:42    |  |
| 7.  |       | Рима Казакова      | Игор Крутој        | 3:54    |  |
| 8.  |       | Игор Николајев     | Игор Крутој        | 3:51    |  |
| 9.  |       | Jуриj Гарин        | Игор Крутој        | 3:08    |  |
| 10. |       | Марина Цветајева   | Игор Крутој        | 5:37    |  |
| 11. |       | Рима Казакова      | Игор Крутој        | 4:10    |  |
| 12. |       | Игор Николајев     | Игор Николајев     | 4:03    |  |